# Bernardo Maria Conti
Bernardo Maria Conti, né à Rome le 29 mars 1664 et mort dans cette même ville le 23 avril 1730, est un cardinal de l'Église catholique.
Il est de la famille Conti qui compte les papes Innocent III, Grégoire IX, Alexandre IV et Innocent XIII et il est un petit-neveu du cardinal Carlo Conti (1604) et un neveu du cardinal Giannicolò Conti (1664). Les autres cardinaux de famille sont Lucido Conti (1411) (pseudo-cardinal) et Giovanni dei conti di Segni (1200), Ottaviano dei conti di Segni (1205), Giovanni Conti (1483) et Francesco Conti (1517). Conti est membre de l'ordre des bénédictins de Cassini.

## Biographie
Conti est abbé de S. Maria di Gangi en Sicile et abbé de S. Maria di Farfa à Rome. Il est visiteur des provinces bénédictines de Rome, Étrurie et Naples. Conti est élu évêque de Terracina en 1710, mais résigne pour des raisons de santé en 1720.
Le pape Innocent XIII le crée cardinal lors du consistoire du 16 juin 1721 et le nomme Grand pénitencier. Conti participe au conclave de 1724, lors duquel Benoît XIII est élu et au conclave de 1730 (élection de Clément XI), mais il meurt pendant ce conclave.